# Андресен, Ивар
Ивар Фритьоф Андресен (норв. Ivar Frithiof Andresen; 1896—1940) — норвежский оперный певец (бас).

## Биография
Пению учился у Халльдиса Ингебьярта в Осло и Гиллеса Братта в Стокгольме; также занимался с Зигфридом Вагнером в Байрёйте. Дебютировал в 1919 в Королевской опере в партии Царя Египта («Аида» Верди), оставался в этой труппе до 1926.
В 1926—1931 — в опере Земпера, в 1931—1935 — в Немецкой опере в Берлине. Также выступал в Метрополитен-опера (1930—1932, первый норвежский артист, выступивший в этом театре), в Ковент-Гардене (1928—1931) и на Байрёйтском фестивале (1927—1931).
Известен прежде всего как один из лучших центральных / низких басов в вагнеровском репертуаре: Даланд («Летучий голландец»), Герман («Тангейзер»), Генрих («Лоэнгрин»), король Марк («Тристан и Изольда»), Фазольт, Хундинг, Хаген («Кольцо нибелунга»), Погнер («Нюрнбергские мейстерзингеры»), Гурнеманц («Парсифаль»). Среди других партий — Осмин («Похищение из сераля»), Зарастро («Волшебная флейта»).